# Clubiona viridula
Clubiona viridula este o specie de păianjeni din genul Clubiona, familia Clubionidae, descrisă de Ono, 1989. Conform Catalogue of Life specia Clubiona viridula nu are subspecii cunoscute.